# (998) Bodea
(998) Bodea es un asteroide perteneciente al cinturón de asteroides descubierto el 6 de agosto de 1923 por Karl Wilhelm Reinmuth desde el observatorio de Heidelberg-Königstuhl, Alemania.
Está nombrado en honor del astrónomo alemán Johann Elert Bode (1747-1826).